# 米歇尔·马丁
米歇爾·馬丁（發音：[ˈmʲiːçaːl̪ˠ]；1960年8月16日—）是愛爾蘭的一个政治人物，現任愛爾蘭總理，曾出任、愛爾蘭副總理、愛爾蘭國防部長、外交部長、反對黨領袖、共和黨领袖等多個職務。

## 生平
他早於1989年便當選至今科克南中央選區選出的愛爾蘭國會議員。他之後擔任教育和科學部長（1997-2000）、健康和兒童部長（2000-04）、企業、貿易和就業部長（2004-08）、外交部長（2008–11）。
自2011年1月開始，他是共和黨的黨魁。
2020年愛爾蘭大選中，他領導共和黨取得最多議席，之後與統一黨和愛爾蘭綠黨達成執政協議後，從愛爾蘭統一黨的李歐·瓦拉德卡中接任總理。根據協議，他擔任約兩年半後，便將位置還予後者，同時再任外長。
2025年1月23日，愛爾蘭眾議院召開會議，並選出馬丁擔任第17任愛爾蘭總理。此次選舉也是馬丁自2020年後再度出任總理一職。

## 荣誉

### 外国勋章奖章
- 二等智者雅罗斯拉夫王公勋章（乌克兰，2023年9月4日公布[4]）